# Tinker Air Force Base

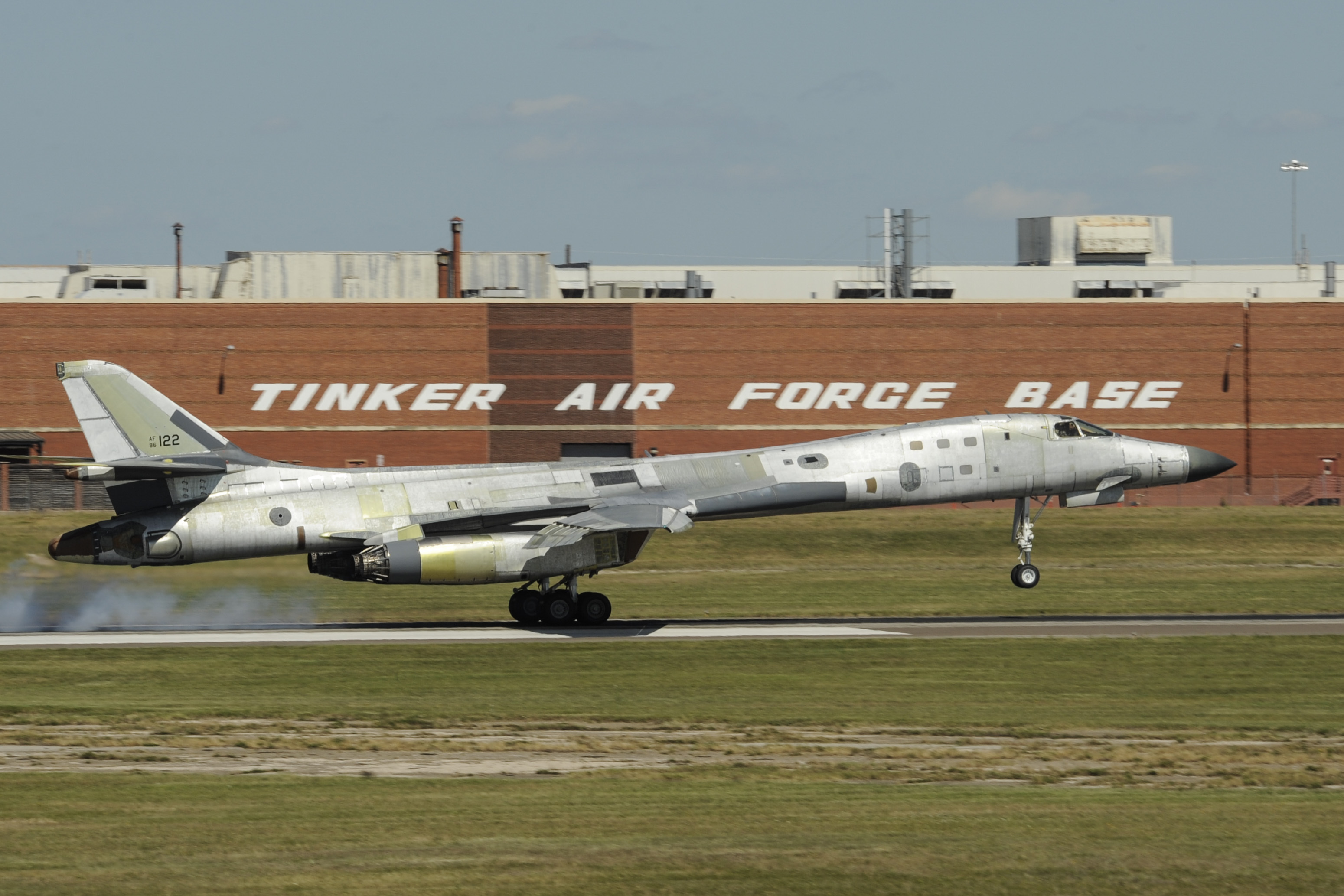
En B-1B Lancer landar vid Tinker Air Force Base. I bakgrunden syns anläggningen för Oklahoma City Air Logistics Complex.

Tinker Air Force Base, även förkortat som Tinker AFB, är en militär flygplats (IATA: TIK, ICAO: KTIK, FAA LID: TIK) tillhörande USA:s flygvapen som är belägen i Oklahoma County i den amerikanska delstaten Oklahoma. Anläggningen har mer än 26 000 anställda (militära och civila) och är den enskilt största arbetsplatsen i delstaten Oklahoma.
Basen är uppkallad efter generalmajor Clarence L. Tinker (1887-1942), som var den förste av indiansk härstamning (Osage) att uppnå generalmajors grad i USA:s armé.

## Historik
Basen uppfördes under andra världskriget. Under 1940 meddelade USA:s krigsdepartement att de hade för avsikt att bygga en större underhållsdepå för USA:s arméflygvapen någonstans i Mellanvästern. Flera entreprenörer i Oklahoma City bildade Oklahoma Industries Foundation som köpte upp cirka 500 hektar mark utanför staden och erbjöd det utan kostnad till USA:s federala statsmakt för att bygga flygdepån i utbyte mot att de fick ansluta området till väg, järnväg och annan infrastruktur.

## Verksamhet

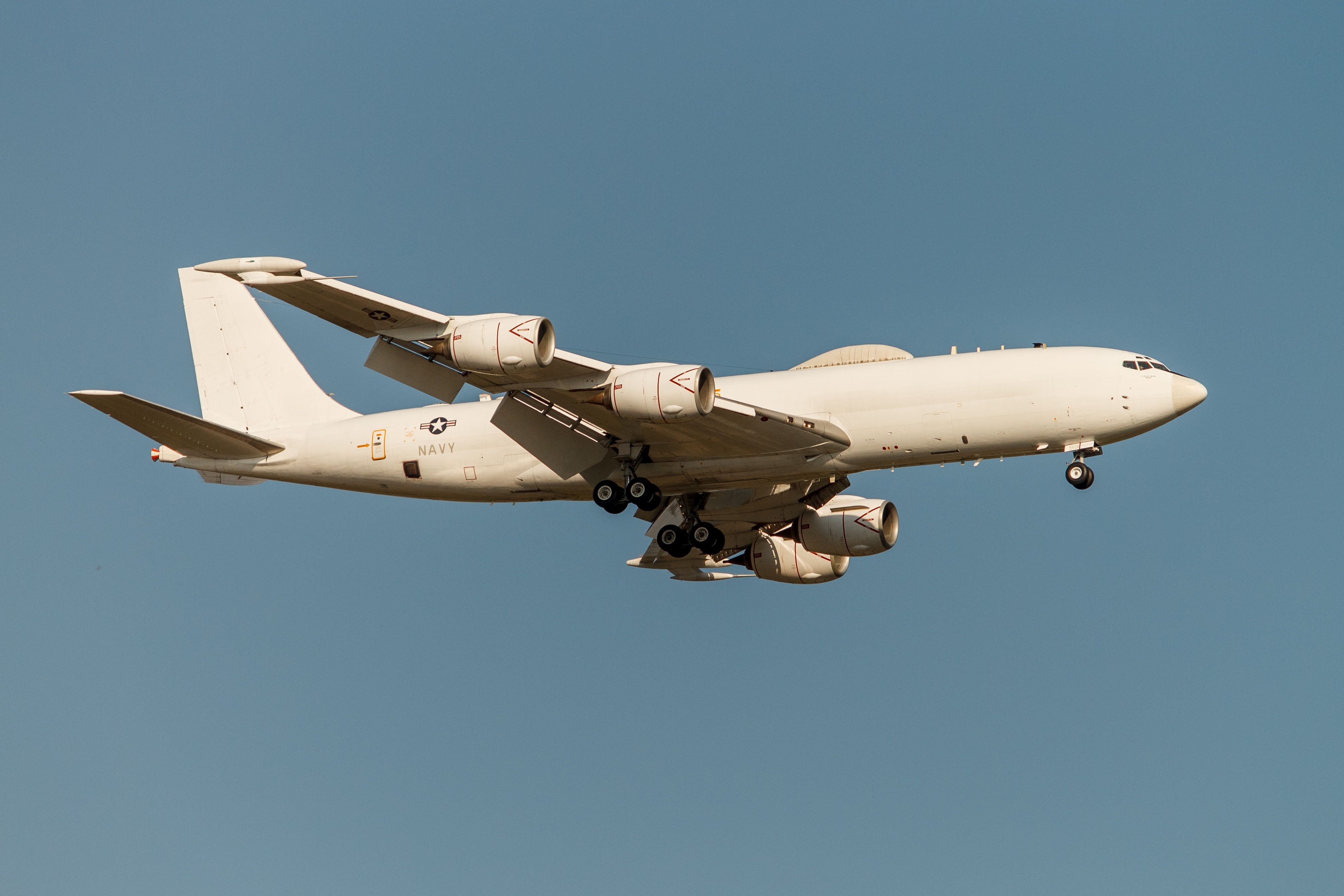
E-6 Mercury tillhörande USA:s flotta, ingår i Strategic Communications Wing ONE som är baserad på Tinker AFB.

72nd Air Base Wing är basens värdförband. Där finns även 552nd Air Control Wing (ingående i Air Combat Command, Fifteenth Air Force) som flyger med E-3 Sentry (AWACS). Vidare finns från USA:s flotta Strategic Communications Wing ONE som flyger E-6 Mercury (TACAMO), som möjliggör kommunikation med strategiska robotubåtar.
Oklahoma City Air Logistics Complex är det största logistikcentret ingående i Air Force Materiel Command och det bidrar med depåunderhåll, supporttjänster och supply chain-förvaltning för 31 vapensystem (flygplanstyper), 10 kommandon, 93 flygvapeninstallationer samt till 46 utländska stater. Även Defense Logistics Agency (DLA) har flera anläggningar på området.
På Tinker AFB finns även reservförbandet 507th Air Refueling Wing som flyger 12 stycken lufttankningsflygplan av typ KC-135 Stratotanker.